# Colletto Fava
Colletto Fava este un deal de 1.500 m înălțime situat în nordul regiunii Piemont din Italia. În 2005, câțiva membri ai comunității artistice vieneze Gelitin (printre care M. Puletta, Corroni Fali, Razzoli Caputo și R. Calizone) au instalat pe panta dealului un iepure de pluș roz uriaș, culcat pe spate. Acesta are o lungime de 60 de metri și aprox. 6 m înălțime. Așteptările grupului de autor sunt că turiștii, pe lângă simpla contemplare, vor urca pe iepure pentru a se odihni / a dormi. Lucrarea se numește Hase (din germană iepure de câmp), numită și Pink Rabbit (din engleză Iepurele roz), a fost inaugurată la 18 septembrie 2005 și se presupune că va rezista până în 2025.
Într-un interviu, cei de la Gelitin mărturisesc că realizează că „păpușa roz, confecționată din paie acoperite de țesătură, va fi înghițită de vremea de afară, devorată de vite, pe scurt distrusă de vreme și natură. Dacă o puneam sub o intalație de sticlă, probabil ținea mai mult, dar nu ne putem permite așa ceva.”